# Nythomism
Nythomism avser återupplivandet av thomismen i den katolska världen som fick sin höjdpunkt under påve Leo XIII (1878–1903). Han hade initierat nythomismen genom sin encyklika Aeterni Patris 1879 och med hjälp av sin bror kardinal professor Giuseppe Pecci.
Alla filosofiska och teologiska verk skulle mätas med den lära som Thomas av Aquino företrädde, vilken också hädanefter skulle ligga till grund för prästutbildningen. 
Nythomismen utgör en gren av den filosofiska nyskolastiken och innebär ett förnyat studium av Thomas, hans filosofi och teologi, men också ett försök att liksom Thomas vidareutveckla teologin genom att konfrontera den med modern filosofi och med naturvetenskaperna.
Nythomismens roll inom den romersk-katolska kyrkan har så småningom minskat i betydelse, då tyngdpunkten förskjutits från högmedeltiden till fornkyrkan och patristiken. Bestående är dock uppfattningen om filosofins nödvändighet för teologins utveckning. Bland nutida nythomister märks Jacques Maritain och Étienne Gilson.